# Barry Douglas (Fußballspieler)
Barry James Douglas (* 4. September 1989 in Glasgow) ist ein schottischer Fußballspieler, der zuletzt für den FC St. Johnstone spielte.

## Karriere

### Verein
Douglas durchlief die Nachwuchsabteilungen des FC Livingston und FC Queen’s Park. Bei letzterem startete er 2008 seine Karriere im Erwachsenenbereich und spielte hier bis zum Jahr 2010. Zur Saison 2010/11 verpflichtete ihn Erstligist Dundee United. In der Sommertransferperiode 2013 wechselte er ins Ausland zum polnischen Verein Lech Posen.
Zur Rückrunde der Spielzeit 2015/16 wechselte er in die Türkei zum Süper-Lig-Verein Torku Konyaspor. Danach wechselte Douglas im Juli 2017 zu den Wolverhampton Wanderers. Ein Jahr später folgte der nächste Transfer, nunmehr zu Leeds United. Von dort wurde er nach dem Erstligaaufstieg des Vereins im Oktober 2020 für die Saison 2020/21 an den Zweitligisten Blackburn Rovers ausgeliehen. Anschließend kehrte Douglas nach Polen zurück, um bei Lech Posen einen neuen Zweijahresvertrag zu unterzeichnen. Im Oktober 2024 wechselte er wiederum nach Schottland zum FC St. Johnstone.

### Nationalmannschaft
Im März 2018 gab er sein Länderspieldebüt für die schottische Fußballnationalmannschaft gegen Ungarn.

## Erfolge
Konyaspor
- Tabellendritter der Süper Lig: 2015/16
- Türkischer Pokalsieger: 2016/17

Wolverhampton Wanderers
- Englischer Zweitligameister: 2017/18

Leeds United
- Englischer Zweitligameister: 2019/20

Lech Posen
- Polnischer Meister: 2014/14, 2021/22
- Polnischer Fußball-Supercupsieger: 2015